# José Willington Germano
José Willington Germano (Santana do Matos, 25 de julho de 1947) é um professor, historiador e sociólogo brasileiro, mais conhecido pelos seus trabalhos sobre a educação no Brasil durante a ditadura militar.

## Biografia
Desde o Ginásio militou no movimento estudantil. Militou no PCB e no PCBR, durante a ditadura militar foi perseguido e respondeu a inquéritos policiais.
Formou-se bacharel em Ciências Sociais pela Universidade Federal do Rio Grande do Norte (UFRN) em 1971, mestre em Sociologia em 1981 pela Universidade Estadual de Campinas (Unicamp), e doutor em Educação em 1990 (Unicamp). Atuou no Movimento de Educação Popular e na Secretaria de Educação do Rio Grande do Norte. Em 1978 ingressou como professor efetivo da UFRN, tornou-se pesquisador e professor da Pós-Graduação, chegando a ser Pró-Reitor de Extensão. Foi vice-presidente do Fórum Nacional de Extensão das Universidades Públicas Brasileiras. Por doze anos presidiu a Cooperativa Cultural Universitária, única cooperativa do país que mantém uma livraria universitária, e que segundo Yuno Silva é "uma referência nacional", a responsável "pela administração da famosa Livraria do Campus. Espaço cultural dos mais ativos dentro da Universidade Federal, que não esmorece na constante intenção de atrair e envolver a comunidade externa". Foi nomeado presidente benemérito em 2016.
Desde 1992 coordena o Grupo de Pesquisa Cultura, Política e Educação, no qual é responsável pela formação de estudantes de graduação em Iniciação Científica e de Pós-Graduação em nível de Mestrado e Doutorado. Recentemente, coordena a pesquisa Memórias do Brasil: Itinerários e Singularidades da Formação Social, Educativa e Cultural, voltada para divulgar o pensamento social brasileiro, permitindo ações e denúncias sobre a realidade social do país.
Colaborou com os trabalhos da Comissão Nacional da Verdade, é membro do Comitê Científico do Instituto Federal do Rio Grande do Norte, foi consultor das revistas Pró-Posições e Raízes, e membro da Comissão Editorial das revistas Cronos, Revista de Filosofia do Direito, do Estado e da Sociedade, e Educação & Sociedade.
As pesquisas das quais tem participado como colaborador e coordenador trazem sempre três preocupações: a) a história como princípio norteador; b) a prudência como forma de abordagem e produção do conhecimento; c) a ecologia dos saberes como forma de tradução dos conhecimentos sociais e culturais em conhecimento científico.

## Obra
Com "uma significativa produção científica" que "contribui para o debate e a reflexão no âmbito acadêmico", Germano é uma referência em história da educação, políticas educacionais e suas relações com a sociedade no período ditatorial recente. Foi um dos autores mais citados nos trabalhos apresentados no V Seminário Nacional de Educação de 2001. De acordo com a pesquisadora Geovânia Toscano, Germano "tem se destacado como um dos intelectuais brasileiros que mais tem se dedicado à pesquisa sobre a temática educação no período da ditadura civil-militar que governou o Brasil de 1964 a 1985, e também acerca daquelas que envolvem educação, movimentos educacionais e pensamento social brasileiro". Foi homenageado pela Faculdade de Educação da Universidade Federal de Minas Gerais na série "Bibliografia Viva", sendo descrito como um intelectual cujas contribuições "têm relevante destaque e auxiliam a pensar como o Estado, o sistema capitalista, a democracia, o processo de globalização têm impactado a realidade brasileira desde, pelo menos, o golpe civil-militar de 1964".
Entre suas principais influências estão Karl Marx, Boaventura de Sousa Santos, Gramsci e Boris Cyrulnik. Entre seus livros se destacam Estado Militar e Educação no Brasil: 1964-1985 e Lendo e Aprendendo: a Campanha "De Pé No Chão Também Se Aprende A Ler", ambos com várias edições.
Estado Militar... faz uma análise da ação interventora do Estado na educação brasileira durante a ditadura militar, mostrando a diferença entre os objetivos anunciados e as prioridades efetivas do Estado, e os efeitos que as políticas implementadas no período produzem até hoje. Resenhando o livro, Eva Barros disse que é "uma leitura indispensável a todos aqueles que se interessem pelos problemas sociais, em particular as pessoas comprometidas com a transformação da sociedade brasileira". Para Fabiana Sena, "a interpretação de Germano a respeito da educação no período do Regime Militar é extremamente relevante para a História da Educação no Brasil, possibilitando o desvelamento das lógicas contraditórias, embora interrelacionadas no interior das políticas educacionais. Estado Militar e Educação no Brasil 1964 – 1985 permite aos leitores compreenderem como se constituiu, sobre a educação, um discurso político autoritário, num tempo de repressão, silenciamento e apagamento dos direitos humanos e da cidadania da população brasileira".
Segundo o pesquisador da UFMG Luciano Mendes, embora seja mais conhecido pelo seu livro sobre a educação na ditadura, "ele tem um outro trabalho [Lendo e Aprendendo...] que é muito importante, que retoma um momento crucial da educação no Brasil, sintetizado na Campanha De Pé no Chão Também Se Aprende A Ler", uma contribuição importante "para a compreensão da história deste período, não apenas da educação, mas num espectro mais amplo, da sociedade brasileira". Disse Leilany Oliveira que Lendo e Aprendendo... é uma das principais referências sobre os movimentos educacionais populares do Brasil na década de 1960, e segundo Aliny Pranto, Germano é um dos autores clássicos sobre o tema. No lançamento da quarta edição em 2022, Germano disse: 
"O Brasil vem passando por uma onda crescente de retrocessos, com a ascensão da extrema direita nos espaços de poder político. Assim como em 1964, a educação, cultura e os seus defensores, voltaram a sofrer perseguições. Diante desse cenário, a quarta edição do Lendo e Aprendendo: A Campanha De Pé no Chão surge como um ato de resistência às tentativas de censura ao pensamento crítico e à produção científica. Esta publicação abre um leque para a esperança, oportunizada pelo fortalecimento da memória daqueles que contribuíram e acreditaram na materialização de uma educação popular".

### Publicações
- Um cordel para Luiz Gonzaga, o menestrel do sertão (coautor, 2013)
- Lendo e Aprendendo: a Campanha De Pé No Chão (2010)[4]
- Estado Militar e Educação no Brasil: 1964 - 1985 (2005)[4]
- Os caminhos do RN (2003)[4]
- Globalização e desigualdade (2003)[4]
- A Educação no Rio Grande do Norte — Fontes Oficiais (coautor, 2000)[4]
- Lendo e Aprendendo: a Campanha "De Pé No Chão Também Se Aprende A Ler" (1989)[4]
- Escreveu muitos artigos para revistas especializadas e anais de congressos do Brasil e exterior[2][4] e escreveu capítulos para 30 livros.[9]

## Prêmios e títulos
- 2016: Título de Presidente Benemérito da Cooperativa Cultural Universitária.[5]
- 2014: Título de Professor Emérito da UFRN "em reconhecimento ao seu notável desempenho como educador e administrador na instituição".[2]
- 1999: Prêmio Estadual de Direitos Humanos Emmanuel Bezerra dos Santos, do Centro de Direitos Humanos e Memória Popular/Movimento Nacional de Direitos Humanos.[10]
- 1971: Mérito Estudantil por ter sido o melhor concluinte do Curso de Graduação, Universidade Federal do Rio Grande do Norte.